# Relaciones Ecuador-Irán
Las Relaciones Ecuador-Irán se refieren a las relaciones entre Irán y Ecuador. Durante las presidencias de Rafael Correa y Mahmoud Ahmadinejad en el siglo XXI, las relaciones entre los dos países fueron restauradas y fortalecidas. 

## Historia
El gobierno de Venezuela, representado por el presidente Hugo Chávez, ayudó a fomentar los lazos entre Irán y Ecuador.
En una visita a Teherán en diciembre de 2008, el presidente ecuatoriano Rafael Correa firmó varios acuerdos. Correa anunció que ambos países abrirán embajadas en sus respectivas capitales en enero de 2009. Como resultado del conflicto diplomático con Colombia por la incursión de un supuesto campamento de las FARC en Ecuador, Correa reportó haber discutido la posibilidad de un acuerdo de armas con Irán. Como miembro del ALBA, Correa participó en una declaración conjunta de apoyo al gobierno iraní en junio de 2009.

## Relaciones militares
Debido al nuevo enfoque de la política exterior de Correa, Ecuador buscó socios no tradicionales para sus suministros de armas. Si bien Ecuador fue el primer país extranjero en comprar armas para los fabricantes de armas india, también buscó a Irán para obtener armamento. Debido a la crisis diplomática andina de 2008 con Colombia, Correa dijo que Ecuador tiene "un problema muy serio en la frontera norte con Colombia, un gobierno irresponsable que no cuida su frontera. Nosotros mismos ... Irán puede suministrarnos y ayudarnos con crédito ".
La terminación del arrendamiento estadounidense en Manta, Ecuador significaba que Ecuador buscaba en otros lugares a socios de defensa. El ministro de Defensa ecuatoriano, Javier Ponce, dijo que buscaba colaborar con Irán para ayudar a Ecuador a desarrollar su industria de defensa. "Tenemos nuestras propias políticas, nuestras propias posiciones geoestratégicas, y lo que nos interesa, con Irán, por ejemplo, es impulsar la tecnología de la información y nuestras estrategias de defensa nacional".

## Relaciones económicas
Los lazos económicos han crecido durante la administración de Correa y Mahmoud Ahmadinejad. Al igual que otros estados de América Latina, Irán ha ampliado el financiamiento para una serie de proyectos. Ecuador, a su vez, se ha convertido en el principal importador de productos iraníes que han reemplazado a Perú. El comercio entre los dos pasó de un mezquino $ 8m a $ 168m de 2007 a 2008.
En 2009, Irán proporcionó un préstamo de US $ 40 millones a Ecuador para ayudar a financiar la construcción de dos plantas de energía.

En una visita de 2010 a Irán, el vicepresidente ecuatoriano, Lenin Moreno, firmó un acuerdo con sus contrapartes iraníes para construir tres centros hidroeléctricos utilizando Lista de centrales en Irán. También afirmó el apoyo iraní al programa ecuatoriano de Yasuní Initiative - ITT para recibir fondos internacionales para no transitar a la energía sostenible.
Ecuador e Irán también han cooperado en el puerto, la agricultura y la industria automotriz en Irán.

## Reacción occidental contra Ecuador
En 2010, el Grupo de Acción Financiera (GAFI) nombró a Ecuador e Irán como países que no cumplían con las regulaciones internacionales contra el lavado de dinero y financiaban el terrorismo. Dijo que Ecuador no se había "comprometido de manera constructiva" con el organismo y que "no se había comprometido" con las normas mundiales sobre delitos de dinero. Correa se apresuró a condenar el movimiento: "¡Qué arrogancia! ... ¿Y por qué ?, porque tenemos relaciones con Irán, eso es, es el imperialismo en su forma más básica ... Esto no tiene nada que ver con la lucha contra el lavado de dinero o la lucha contra la financiación del terrorismo ... Tiene que ver con eso tenemos una embajada en Irán. Así que porque nos hemos portado mal. Nos están dando una bofetada para que no se porten mal. [Es] un castigo hipócrita. En lugar de revisarse a sí mismos, nos condenan. No hay lavado de dinero aquí mis amigos. No hay terrorismo ni financiación del terrorismo. Imagínese si tenía dinero para financiar el terrorismo, me gustaría tener dinero para construir todas las escuelas que quiero construir. "Hemos estado en la lista negra junto con Irán, Etiopía, Angola y Corea del Norte, somos los financiadores del terrorismo en el mundo" Correa dijo con indignación: "Es un palo para que no se comporte mal, chico travieso. No hagas lo que he dicho, no te involucres con Irán. Así que porque te fuiste adelante, te pondremos en la lista negra, eso es todo ". Preguntó por qué no se presionó a los países ricos como Estados Unidos y Suiza por el lavado de dinero en sus sistemas financieros. Agregó que el banco ecuatoriano cuenta con una legislación adecuada para proteger contra el lavado de dinero y el financiamiento del terrorismo y calificó el reporte de "una enorme mentira".
Mientras tanto, la asociación de bancos privados de Ecuador también dijo que el factor de Irán estaba detrás de la inclusión del país en la lista de la FATF, citando un acuerdo de 2009 entre el Banco Central de Ecuador y algunas instituciones financieras iraníes. Sin embargo, Ecuador mantuvo sus lazos con Irán no cambiaría.
El presidente del Banco Central de Ecuador, Diego Borja, también viajó a Estados Unidos para disipar las preocupaciones sobre los planes del banco central iraní de depositar 40 millones de euros en el banco central de Ecuador.

### Apoyo continuo
A pesar de la presión estadounidense, Correa afirmó su compromiso con la relación diciendo que "nosotros [los ecuatorianos] no tenemos nada contra Irán. Irán no nos ha hecho nada". Más tarde dijo que "no vamos a dejar de acercarnos a Irán porque (Estados Unidos) lo tiene en una lista negra". Ecuador también afirmó apoyo, junto con varios otros estados parias internacionales, para el programa nuclear de Irán.